# Musa Qurbanlı
Musa Qurbanlı (ur. 13 kwietnia 2002 w Baku) – azerski piłkarz, występujący na pozycji napastnika w szwedzkim klubie Djurgårdens IF oraz w reprezentacji Azerbejdżanu. Syn Qurbana Qurbanova.

## Statystyki

### Klubowe
Na podstawie:
| Klub           | Sezonów | Liga                      | Liga  | Liga   | Puchar krajowy | Puchar krajowy | Kontynentalne | Kontynentalne | Suma  | Suma   |
| Klub           | Sezonów | Liga                      | Mecze | Bramki | Mecze          | Bramki         | Mecze         | Bramki        | Mecze | Bramki |
| -------------- | ------- | ------------------------- | ----- | ------ | -------------- | -------------- | ------------- | ------------- | ----- | ------ |
| Qarabağ FK     | 4       | Azərbaycan Premyer Liqası | 52    | 30     | 5              | 3              | 11            | 0             | 68    | 33     |
| Zirə Baku      | 1       | Azərbaycan Premyer Liqası | 9     | 1      | 2              | 1              | –             | –             | 11    | 2      |
| Djurgårdens IF | 1       | Allsvenskan               | 11    | 2      | 1              | 1              | 2             | 0             | 14    | 3      |
|                | Łącznie | Łącznie                   | 72    | 33     | 8              | 5              | 13            | 0             | 93    | 38     |

### Reprezentacyjne
Na podstawie:
| Występy i gole w reprezentacji | Występy i gole w reprezentacji | Występy i gole w reprezentacji | Występy i gole w reprezentacji | Występy i gole w reprezentacji | Występy i gole w reprezentacji | Występy i gole w reprezentacji | Występy i gole w reprezentacji | Występy i gole w reprezentacji |
| Lp.                            | Data                           | Miasto                         | Przeciwnik                     | Wynik                          | Czas                           | Gole                           | Inne                           | Rozgrywki                      |
| ------------------------------ | ------------------------------ | ------------------------------ | ------------------------------ | ------------------------------ | ------------------------------ | ------------------------------ | ------------------------------ | ------------------------------ |
| 1.                             | 11.11.2020                     | Ljubljana                      | Słowenia                       | 0:0                            | 56'–90'                        |                                |                                | mecz towarzyski                |
| 2.                             | 22.09.2022                     | Trnawa                         | Słowacja                       | 2:1 (1:0)                      | 77'–90'                        |                                |                                | Liga Narodów UEFA              |
| 3.                             | 25.09.2022                     | Mardakan                       | Kazachstan                     | 3:0 (0:0)                      | 57'–90'                        |                                |                                | Liga Narodów UEFA              |
| 4.                             | 16.11.2022                     | Kiszyniów                      | Mołdawia                       | 2:1 (2:0)                      | 1'–66'                         |                                |                                | mecz towarzyski                |
| 5.                             | 20.11.2022                     | Skopje                         | Macedonia Północna             | 3:1 (1:1)                      | 1'–90'                         | 1                              |                                | mecz towarzyski                |
| 6.                             | 27.03.2023                     | Solna                          | Szwecja                        | 0:5 (0:1)                      | 1'–82'                         |                                |                                | Eliminacje EURO 2024           |
| 7.                             | 17.06.2023                     | Mardakan                       | Estonia                        | 1:1 (0:1)                      | 80'–90'                        |                                |                                | Eliminacje EURO 2024           |
| 8.                             | 09.09.2023                     | Mardakan                       | Belgia                         | 0:1 (0:1)                      | 1'–90'                         |                                |                                | Eliminacje EURO 2024           |
| 9.                             | 12.09.2023                     | Baku                           | Jordania                       | 2:1 (1:0)                      | 1'–67'                         |                                |                                | mecz towarzyski                |
| 10.                            | 16.10.2023                     | Baku                           | Austria                        | 0:1 (0:0)                      | 83'–90'                        |                                |                                | Eliminacje EURO 2024           |

## Sukcesy
Na podstawie:

### Klubowe
Z Karabachem:
- Mistrz Azerbejdżanu 2021/22, 2022/23
- Puchar Azerbejdżanu 2021/22